# Marianna Wiktoria Hiszpańska
Marianna Wiktoria Hiszpańska (hiszp. Mariana Victoria de Borbón y Farnesio, ur. 31 marca 1718, zm. 15 stycznia 1781) − najstarsza córka króla Hiszpanii Filipa V Burbona i jego drugiej żony, Elżbiety Farnese. Królowa Portugalii i Algarve.
Dzięki staraniom kardynała Alberoni, jako 3-letnia dziewczynka została zaręczona z 11-letnim królem Francji Ludwikiem XV Burbonem. Została wysłana do Francji i tam znalazła się pod opieką księżnej-wdowy Conti, znanej z piękności nieślubnej córki króla Ludwika XIV i Ludwiki de la Valliere. Nazywana była L'infante-reine (Królową-infantką), ale zaręczyny odwołało, a ją samą odesłano do rodzinnej Hiszpanii. Książę de Bourbon i jego kochanka Markiza de Prie, zaaranżowali małżeństwo Ludwika XV z księżniczką polską Marią Leszczyńską, a Marianna Wiktoria została zaręczona z późniejszym królem Portugalii Józefem I Reformatorem. Ich ślub miał miejsce 19 stycznia 1729 roku w Elvas. W tym samym roku, jej brat, Ferdynand VI, ożenił się z siostrą Józefa Marią Barbarą Braganza.
Kiedy w 1774 roku jej mąż został ogłoszony niezdolnym do dalszego rządzenia, Marianna Wiktoria została regentką i była nią do śmierci Józefa 24 lutego 1777 roku. W 1777 jej najstarsza córka Maria została pierwszą portugalską królową samodzielnie rządzącą jako Maria I.

## Potomstwo Marianny Wiktorii
Marianna Wiktoria i Józef mieli cztery córki:
- Marię Franciszkę Izabelę Józefę Antonię Gertrudę Ritę Joannę – przyszłą królową Marię I,
- Mariannę Franciszkę Józefę (1736-1813)
- Marię Franciszkę Dorotę (1739-1771)
- Marię Franciszkę Benedyktę (1746-1829), żonę swojego siostrzeńca Józefa, księcia Brazylii.